# Squash nos Jogos Pan-Americanos de 2011
O squash nos Jogos Pan-Americanos de 2011 foi realizado no Complexo de Squash, em Guadalajara, México entre 15 e 21 de outubro. Foram disputados seis eventos, sendo três masculinos e três femininos.

## Calendário
| Outubro | 13 | 14 | 15 | 16 | 17 | 18 | 19 | 20 | 21 | 22 | 23 | 24 | 25 | 26 | 27 | 28 | 29 | 30 |
| ------- | -- | -- | -- | -- | -- | -- | -- | -- | -- | -- | -- | -- | -- | -- | -- | -- | -- | -- |
| Squash  |    |    |    |    | 4  |    | 1  | 1  |    |    |    |    |    |    |    |    |    |    |

|  | Dia de competição |  | Dia de final |

## Países participantes
Abaixo, a quantidade de atletas enviados por cada país, de acordo com o evento.
| CON                | Individual masculino | Equipes masculino | Individual feminino | Equipes feminino | Total |
| ------------------ | -------------------- | ----------------- | ------------------- | ---------------- | ----- |
| ARG Argentina      | 3                    | X                 | 3                   | X                | 6     |
| BAR Barbados       | 1                    |                   |                     |                  | 1     |
| BRA Brasil         | 3                    | X                 | 3                   | X                | 6     |
| CAN Canadá         | 3                    | X                 | 3                   | X                | 6     |
| CHI Chile          | 3                    | X                 | 3                   | X                | 6     |
| COL Colômbia       | 3                    | X                 | 3                   | X                | 6     |
| ESA El Salvador    | 3                    | X                 |                     |                  | 3     |
| GUA Guatemala      | 3                    | X                 | 3                   | X                | 6     |
| GUY Guiana         |                      |                   | 1                   |                  | 1     |
| JAM Jamaica        | 1                    |                   |                     |                  | 1     |
| MEX México         | 3                    | X                 | 3                   | X                | 6     |
| PAR Paraguai       | 3                    | X                 |                     |                  | 3     |
| PER Peru           | 3                    | X                 |                     |                  | 3     |
| USA Estados Unidos | 3                    | X                 | 3                   | X                | 6     |
| Total de atletas   | 35                   | 33                | 25                  | 24               | 60    |
| Total de CONs      | 13                   | 11                | 9                   | 8                | 14    |

## Medalhistas
Masculino
| Evento              | Ouro                                                | Prata                                                    | Bronze |
| ------------------- | --------------------------------------------------- | -------------------------------------------------------- | --- |
| Individual detalhes | Miguel Rodríguez COL Colômbia                       | César Salazar MEX México                                 | Shawn Delierre CAN Canadá Arturo Salazar MEX México                                                                                   |
| Duplas detalhes     | Arturo Salazar Eric Galvez MEX México               | Christopher Gordon Julian Illingworth USA Estados Unidos | Hernán D'Arcangelo Roberto Pezzota ARG Argentina Esteban Casarino Nicolás Caballero PAR Paraguai                                      |
| Equipes detalhes    | Arturo Salazar César Salazar Eric Galvez MEX México | Andrew Schnell Shahier Razik Shawn Delierre CAN Canadá   | Rafael Alarcón Vinícius de Lima Vinícius Rodrigues BRA Brasil Christopher Gordon Graham Bassett Julian Illingworth USA Estados Unidos |

Feminino
| Evento              | Ouro                                                          | Prata                                                  | Bronze |
| ------------------- | ------------------------------------------------------------- | ------------------------------------------------------ | --- |
| Individual detalhes | Samantha Teran MEX México                                     | Samantha Cornett CAN Canadá                            | Nicolette Fernandes GUY Guiana Miranda Ranieri CAN Canadá                                                                  |
| Duplas detalhes     | Nayelly Hernández Samantha Teran MEX México                   | Catalina Peláez Silvia Angulo COL Colômbia             | Miranda Ranieri Stephanie Edmison CAN Canadá Maria Ubina Olivia Blatchford USA Estados Unidos                              |
| Equipes detalhes    | Miranda Ranieri Samantha Cornett Stephanie Edmison CAN Canadá | Anna Porras Catalina Peláez Silvia Angulo COL Colômbia | Imelda Salazar Nayelly Hernández Samantha Teran MEX México Lily Lorentzen Maria Ubina Olivia Blatchford USA Estados Unidos |

## Quadro de medalhas
| Ordem | País               | Medalha de ouro | Medalha de prata | Medalha de bronze |    |
| ----- | ------------------ | --------------- | ---------------- | ----------------- | -- |
| 1     | MEX México         | 4               | 1                | 2                 | 7  |
| 2     | CAN Canadá         | 1               | 2                | 3                 | 6  |
| 3     | COL Colômbia       | 1               | 2                |                   | 3  |
| 4     | USA Estados Unidos |                 | 1                | 3                 | 4  |
| 5     | ARG Argentina      |                 |                  | 1                 | 1  |
|       | BRA Brasil         |                 |                  | 1                 | 1  |
|       | GUY Guiana         |                 |                  | 1                 | 1  |
|       | PAR Paraguai       |                 |                  | 1                 | 1  |
| TOTAL | TOTAL              | 6               | 6                | 12                | 24 |